# Светосавски плато
Светосавски плато представља простор ограничен улицама: Булевар ослобођења, Крушедолска, Катанићева, Боре Станковића, Скерлићева и Небојшина, сврстан је у Добра која уживају статус претходне заштите, као Локалитет са историјским садржајем.

## Историја
Када је Синан-паша у жељи да се освети Србима за њихову непокорност, наредио да се у рано пролеће 1595. године донесу из манастира Милешеве у Београд мошти Светог Саве и да се надомак града, на пустом месту званом Врачар, наочиглед престрављеног становништва, свете мошти спале, није ни слутио да ће од тог дана Врачар постати свето место, на коме ће они славити свог најомиљенијег светитеља, заступника рода српског. Није ни слутио и да ће за два века ту бити ушанчен логор српских устаника предвођених Карађорђем, што ће бити почетак краја турске превласти на Балкану.
Околина Врачарског платоа почеће да се насељава крајем седамдесетих година 19. века. Тада настаје и идеја о подизању споменика Светом Сави, предлози се подржавају, припрема се Одбор за изградњу храма, а једна улица у том крају добија име – улица Светог Саве. У недостатку средстава, пројеката и потребне површине земљишта, 1895. године изграђена је привремена црквица-капела. Она је премештена, а нова „привремена“ црква саграђена је и завршена 1935. године.
Изградња Спомен-храма Светог Саве започела је 1935. године, када је изграђен простор испод храма и део зидова изнад земље висине 8-10м. Наставак радова је уследио тек 1985. године, а након 2000. се убрзано наставља са изградњом храма и преуређењем његовог окружења. Градња екстеријера је завршена 2004. године; постављена су 49 звона, прозори, и завршена фасада.
Почетком 60-тих година одлучено је да се на простору у близини црквених зидова изгради нова зграда Народне библиотеке, чији је првобитни објекат био порушен у бомбардовању 1941. године. Библиотека, по пројекту архитекте Иве Куртовића (1910-1972), завршена је 1973. године. Решење целог платоа представљало је изградњу „зеленог трга“, са приступним стазама, фонтаном испред библиотеке, парковским површинама са дрвећем.
Споменик Карађорђу истакнутог српског вајара Сретена Стојановића (1898-1960) изливен је 1955. године, а постављен на Светосавски трг 1979. године, поводом прославе 175-годишњице Првог српског устанка.
Поред старе цркве Светог Саве изграђен је Парохијски дом, који је пројектовао професор Матеја Ненадовић (1925-2011), са синовима Милошем и Ђорђем, и он представља модерно здање израђено у белом камену. 
Нова је и скулптура Светог Саве коју је Руска православна црква поклонила Српској и која је постављена иза мале цркве Светог Саве, на улазу на плато.

## Карактеристике Светосавског платоа
Светосавски или Врачарски плато налази се на надморској висини од око 134 м, богат је верским и културним садржајима, и попуњен парком, стазама и дечјим игралиштима. Због тога представља једну од најпосећенијих туристичких атракција града.
На простору платоа налази се Храм Светог Саве, црква Светог Саве, Народна библиотека, Парохијски дом Храма, место за будућу зграду Патријаршије СПЦ, као и споменици Светом Сави и Карађорђу. 
Укупна површина парковског комплекса је 59.039 m², од чега је под зеленилом 34.000 m², а остатак је под пешачки стазама и трговима. Засађено је 155 комада листопадног дрвећа, 920 садница четинара, 1000 комада шибља, 200 m живе ограде и др. Урађена је комплетна инфраструктура: водовод, канализација, хидрантска мрежа, јавно осветљење, оптички каблови, фонтана и чесма.

## Галерија
- Храм Светог Саве, Светосавски плато
- Народна библиотека Србије, Светосавски плато
- Црква Светог Саве, Светосавски плато, Београд
- Споменик Светог Саве испред Храма, Светосавски плато, Београд
- Споменик Карађорђу и Храм Светог Саве, Светосавски плато, Београд